# Сражение при Бамберге
Сражение при Бамберге (нем. Schlacht bei Bamberg) — одно из сражений шведского периода Тридцатилетней войны, произошедшее 9 марта 1632 года. Армия Католической лиги под командованием графа Тилли застигла врасплох и разгромила шведский корпус Густава Горна, захватив город Бамберг.

## Военная стуация
После победы в битве при Брейтенфельде шведский король Густав Адольф в 1631 году завоевал большую часть северной и центральной Германии. Войска императора и Католической лиги были отброшены в Вестфалию, Баварию и Австрию. Основная часть шведской армии зимовала в районе Майнца, где Густав Адольф разместил свою штаб-квартиру.
Часть шведской армии под командованием генерала Горна оставалась активной и завоевала несколько городов во Франконии. В составе его 12-тысячного корпуса были только два шведских полка, остальные солдаты были немецкими рекрутами. 10 февраля 1632 года Горн подошёл к Бамбергу, столице одноименного княжества-епископства. Защита города осуществлялась гражданским лицам и ополчением княжества-епископства, поскольку войска Католической лиги покинули город. После девятичасовой осады защитники города сдались шведам, так как у них закончились боеприпасы.
Граф Тилли собрал гарнизоны Верхнего Пфальца, добавил в свою армию 8000 человек баварского ополчения и в марте начал контрнаступление.

## Ход сражения
Из Нёрдлингена Тилли двинулся со своей армией в Бамберг, прибыв туда вечером 9 марта. Его авангард совершил набег на шведские кавалерийские аванпосты за городом. Бегущие кавалеристы вызвали панику среди защитников восточной части Бамберга. Армия Лиги прорвала шведскую оборону монастыря Гроба Господня. Восточная часть города с недостроенными траншеями была быстро оставлена защитниками, но мост через Регниц, открывавший доступ к центру, яростно защищался шведами. Когда двум полкам Горна удалось полностью отбить мост, Тилли приказал разместить два тяжелых орудия с направлением на мост. После обстрела шведы покинули мост. Бои продолжались до полуночи, после чего шведы вышли из Бамберга. Тилли послал своих солдат преследовать отступающих шведов.

## Результаты
Горн потерял треть своих людей, в основном из-за дезертирства. Он собрал оставшихся в Хасфурте и отошёл в Швайнфурт. Граф Тилли был слишком слаб, чтобы и дальше использовать свой успех в Бамберге.